# イドリース1世 (イドリース朝)
イドリース1世（イドリース・ブン・アブド・アッラーフ、? - 793年）は、モロッコを支配したイドリース朝の始祖（在位：789年 - 793年）で、最後の正統カリフであるアリーの子・ハサンの末裔であった。

## 生涯
イドリース1世は、アッバース朝のハールーン＝アッラシードがカリフであった786年に、メッカ近郊での正統カリフのアリー派の反乱（ファフの戦い）で、反乱軍に参加していた。しかし、この戦いに敗れ、そのため鎮圧されるとイドリース1世はエジプトを経て、当時アッバース朝支配下にあったモロッコへ逃亡し、ワリーラ（ヴォルビリス）に落ち延びた。そこでベルベル人のアウラバ族に受け入れられ、789年に宗教的・政治的指導者として認められ、さらに近隣のベルベル人諸部族からも認められて、正式にイドリース朝を建国した。
ベルベル人の支持により、中部モロッコのタドラを支配し、さらに790年にはトレムセン地方に進出して勢力を拡大した。そのため793年にハールーン＝アッラシードによって送られた刺客により毒殺された。その跡を子のイドリース2世が継いだ。